# 4565 Grossman
4565 Grossman (1981 EZ17) là một tiểu hành tinh vành đai chính được phát hiện ngày 2 tháng 3 năm 1981 bởi Schelte J. Bus ở Đài thiên văn Siding Spring trong khóa học thuộc Khảo sát tiểu hành tinh Schmidt-Caltech vương quốc Anh.